# フィルフォル
フィルフォル（仏: Firfol）は、フランスのノルマンディー地域圏、カルヴァドス県に属するコミューン。自然馬術が盛ん。

## 地理
カーンから東に50km、ベルネーから北西に22kmほど行ったリジューの東郊に位置する。一帯は県東端の丘陵地帯で、中心街はなくいくつかの小さな集落から成る。南には幹線道路のD613が東西に一直線に延びており、交通の便はよい。北でウイリー＝デュ＝ウレ、北西でエルミヴァル＝レ＝ヴォー、南でクルトンヌ＝ラ＝ムルドラックなどのコミューンと接する。

## 行政
- 首長：ジャン＝ピエール・ガリエ（Jean-Pierre Gallier、無所属、2008年3月から） 農家
- 前首長：クロード・テニエール（Claude Tesnière、無所属、1995年6月から2008年3月まで）

## 人口の推移[1]
| 1962年 | 1968年 | 1975年 | 1982年 | 1990年 | 1999年 | 2007年 |
| ------ | ------ | ------ | ------ | ------ | ------ | ------ |
| 173    | 206    | 281    | 343    | 382    | 433    | 428    |